# Renault Monasix
El Renault Monasix (Type RY) fue un automóvil compacto del segmento C que fue producido por el fabricante francés Renault entre 1927 y 1932.

## Resumen
El coche se consideró un fracaso comercial principalmente porque el motor era demasiado pequeño para su longitud y peso, lo que a menudo causaba problemas de control. Renault finalizó su producción en 1932. Con una cilindrada de 1476 cc y una potencia nominal de 8 CV, era uno de los motores de seis cilindros más pequeños disponibles en aquel momento.

## Uso en competición
En competición, un Monasix pilotado por Quatresous compitió en el Grand Prix de Marruecos en 1928 en la categoría Sport 1500 cc.

## Uso como taxi
El Monasix también es conocido por ser un modelo clásico de taxi de París, ya que a partir de 1928, la "Compagnie Générale des voitures à Paris", la principal compañía de taxis de París en la época, compró un gran número de Monasix y los pintó del mismo tono de verde que era usado para los autobuses colectivos de la ciudad. En total fueron 5 mil unidades del Renault Monasix circulando como taxi en París, siendo la última unidad retirada de la circulación en 1962.